# Episodi di 26 Men (seconda stagione)
La seconda stagione della serie televisiva 26 Men è andata in onda negli Stati Uniti dal 7 ottobre 1958 al 30 giugno 1959 in syndication.
| nº | Titolo originale       | Prima TV USA     |
| -- | ---------------------- | ---------------- |
| 1  | The Glory Road         | 7 ottobre 1958   |
| 2  | Shadow of a Doubt      | 14 ottobre 1958  |
| 3  | Man in Hiding          | 21 ottobre 1958  |
| 4  | Cross and Doublecross  | 27 ottobre 1958  |
| 5  | The Last Rebellion     | 4 novembre 1958  |
| 6  | Brief Glory            | 11 novembre 1958 |
| 7  | Dog Eat Dog            | 18 novembre 1958 |
| 8  | Judge Not              | 25 novembre 1958 |
| 9  | My Brother's Keeper    | 2 dicembre 1958  |
| 10 | Run No More            | 9 dicembre 1958  |
| 11 | Manhunt                | 16 dicembre 1958 |
| 12 | The Avenger            | 23 dicembre 1958 |
| 13 | False Witness          | 30 dicembre 1958 |
| 14 | The Torch              | 6 gennaio 1959   |
| 15 | Trail of Revenge       | 13 gennaio 1959  |
| 16 | The Hellion            | 20 gennaio 1959  |
| 17 | Ranger Without a Badge | 27 gennaio 1959  |
| 18 | Showdown               | 3 febbraio 1959  |
| 19 | Long Trail Home        | 10 febbraio 1959 |
| 20 | Death in the Dragoons  | 17 febbraio 1959 |
| 21 | Ricochet               | 24 febbraio 1959 |
| 22 | A House Divided        | 3 marzo 1959     |
| 23 | The Profane Masquerade | 10 marzo 1959    |
| 24 | Dead or Alive          | 17 marzo 1959    |
| 25 | The Has-Been           | 24 marzo 1959    |
| 26 | The Unwanted           | 31 marzo 1959    |
| 27 | Live and Let Die       | 7 aprile 1959    |
| 28 | Trial at Verde River   | 14 aprile 1959   |
| 29 | Scorpion               | 21 aprile 1959   |
| 30 | The Last Kill          | 28 aprile 1959   |
| 31 | Redskin                | 5 maggio 1959    |
| 32 | Cave-In                | 12 maggio 1959   |
| 33 | Terror in Paradise     | 19 maggio 1959   |
| 34 | Fighting Man           | 26 maggio 1959   |
| 35 | Tumbleweed Ranger      | 2 giugno 1959    |
| 36 | The Tiger              | 9 giugno 1959    |
| 37 | Abandoned              | 16 giugno 1959   |
| 38 | Bandit Queen           | 23 giugno 1959   |
| 39 | Refuge at Broken Bow   | 30 giugno 1959   |

## The Glory Road
- Prima televisiva: 7 ottobre 1958

### Trama
- Guest star: William Tannen, Frank Mullen, Hal Hopper, Eve Brent, Charles Tannen (Carson), Don Haggerty (Preacher)

## Shadow of a Doubt
- Prima televisiva: 14 ottobre 1958

### Trama
- Guest star: Chuck Courtney (McDevitt), Denver Pyle (Haskins)

## Man in Hiding
- Prima televisiva: 21 ottobre 1958

### Trama
- Guest star: Elaine Riley (Rose), Harry Shannon (minatore), Paul Sorenson (Ashton), Gregory Walcott (Greaves)

## Cross and Doublecross
- Prima televisiva: 27 ottobre 1958

### Trama
- Guest star: Frank Mullen, Ed Morgan, Ron Hayes, Edgar Buchanan, Blackie Austin

## The Last Rebellion
- Prima televisiva: 4 novembre 1958
- Diretto da: Oliver Drake
- Scritto da: Sam Roeca

### Trama
- Guest star: Billy Dix (Ranger Adams), Robert Swan (Chief Long Hand), Dub Taylor (Rufus), Jeannie Carmen (Lilli Mae Turner), Danny Zapien (Elder Apache), Blackie Austin (Ortega), Roy Barcroft (Urigh)

## Brief Glory
- Prima televisiva: 11 novembre 1958
- Diretto da: Franklin Adreon
- Scritto da: Oliver Drake

### Trama
- Guest star: Al Overend (abitante del villaggio.), John Graff (Carson), Ted Gilbert (Curt), James Hurley (Frank Porter), Charles Lassell (giudice), Reg Browne (Johnny), Jason Johnson (sceriffo Donnelly), Forrest Lewis (Charlie Martin), Maudie Prickett (Sarah Martin), Robert Foulk (Blackjack Callahan)

## Dog Eat Dog
- Prima televisiva: 18 novembre 1958

### Trama
- Guest star: Blu Wright, Robert Pollard, James Seay, Hal Hopper, Gary Gray, Darlene Fields, Steve Pendleton

## Judge Not
- Prima televisiva: 25 novembre 1958

### Trama
- Guest star: Jack Briggs, James Hurley, Rebecca Welles, Jason Johnson (Bancroft), Myron Healey (Branch Ford)

## My Brother's Keeper
- Prima televisiva: 2 dicembre 1958

### Trama
- Guest star: I. Stanford Jolley (Tanner), Steve Pendleton (Mort), James Seay (Walter), Harry Harvey, Jr. (soldato), Gary Gray (Shagg)

## Run No More
- Prima televisiva: 9 dicembre 1958

### Trama
- Guest star: Eugenia Paul, Terry Frost, Leo Gordon, Joseph Waring (Manuel), David Cross (Castanares)

## Manhunt
- Prima televisiva: 16 dicembre 1958

### Trama
- Guest star: Guy Prescott, Robert Noe, Ted de Corsia (Burke), Connie Buck (Lita), Morris Ankrum (Young), Richard Crane (Seth)

## The Avenger
- Prima televisiva: 23 dicembre 1958
- Diretto da: Joseph Kane
- Scritto da: Oliver Drake

### Trama
- Guest star: Mark Williams (ufficiale postale), Tom Cain (sceriffo Jed Hansen), Gates Brown (Pete Shane), Karl Davis (Jed Dolan), Dale Cummings (Jim Harvey)

## False Witness
- Prima televisiva: 30 dicembre 1958

### Trama
- Guest star: Ted de Corsia, Morris Ankrum, Connie Buck, Guy Prescott

## The Torch
- Prima televisiva: 6 gennaio 1959

### Trama
- Guest star: Paul Lukather, Mack Williams, Dale Cummings (Moose), Karl Davis (Ebbie), Grant Withers

## Trail of Revenge
- Prima televisiva: 13 gennaio 1959

### Trama
- Guest star: Montie Montana (mandriano), William Henry (Joe Wallace), Vera Costello (Esther Barraby), Arthur Space (Monk Barraby), DeForest Kelley (Ed Lacey), Jeanne Baird (May Lacey)

## The Hellion
- Prima televisiva: 20 gennaio 1959
- Diretto da: Oliver Drake
- Scritto da: Warren Douglas

### Trama
- Guest star: Bob Johnson (Bill Smith), Bob Taylor (Al Smith), Mark Williams (impiegato), Bob Shayne (giudice), Dusty Walker (Spooner), Rex Lease (Morton), Vera Costello (Mrs. Smith), Hal Baylor (Charlie Daggett), Rayford Barnes (Eddie Eagan), Doug McClure (George Smith)

## Ranger Without a Badge
- Prima televisiva: 27 gennaio 1959

### Trama
- Guest star: Arthur Space, Charlita, William Henry (Walker), Orville Sherman (Granger)

## Showdown
- Prima televisiva: 3 febbraio 1959

### Trama
- Guest star: Jack Riggs, George Douglas, James Hurley, Robert Pollard, Terry Frost, David Cross, Leo Gordon

## Long Trail Home
- Prima televisiva: 10 febbraio 1959

### Trama
- Guest star: Gates Brown (Jack Burke), Barbara Bestar (Virginia Blaine), Richard Carlyle (Jimmy Blaine), Walter Maslow (Ed Shaw), Leonard Nimoy (Toke Shaw)

## Death in the Dragoons
- Prima televisiva: 17 febbraio 1959
- Diretto da: Oliver Drake
- Scritto da: Oliver Drake

### Trama
- Guest star: Kenneth Kennedy (Bill Farley), Mark Williams (Telegraph Agent), Tom Cain (Dan Martin), Bob Taylor (Todd), Hal Baylor (Scar Tyrell), Rex Lease (Cliff Swanson), Bob Shayne (Logan Bright), Rayford Barnes (Sam Harvey), Jean Dean (Jane Bardeen)

## Ricochet
- Prima televisiva: 24 febbraio 1959

### Trama
- Guest star: Paul Raymond, Stuart Wade, Jack Mather, Walter Maslow, Barbara Bestar, Robert Pollard, Gates Brown (Dean), Richard Carlyle (Wes), Leonard Nimoy (Blake Larson)

## A House Divided
- Prima televisiva: 3 marzo 1959

### Trama
- Guest star: George Keymas, William Swan (Les), Daria Massey (Wanama)

## The Profane Masquerade
- Prima televisiva: 10 marzo 1959

### Trama
- Guest star: Patricia Michon (Mary), George Keymas (Tod), Eve Brent (Kate)

## Dead or Alive
- Prima televisiva: 17 marzo 1959

### Trama
- Guest star: Gregg Barton, Steve Darrell

## The Has-Been
- Prima televisiva: 24 marzo 1959
- Diretto da: Oliver Drake
- Scritto da: Buckley Angell

### Trama
- Guest star: Bob Corrigan (Pitchman), Blu Wright (Morgan), Jon Locke (Larry Carson), Roy Barcroft (Barker), Michael Forest (Duke Bristol)

## The Unwanted
- Prima televisiva: 31 marzo 1959

### Trama
- Guest star: James Canino (Bugler), James Seay (Griff Halleck), Chuck Courtney (Joey), Nancy Kilgas (Mary), Mason Alan Dinehart (Tex Fallon)

## Live and Let Die
- Prima televisiva: 7 aprile 1959

### Trama
- Guest star: Jon Locke (Wade), Michael Forest (Hardy), Bob Taylor (Chunk), Johnny Dakota (Wes), Laurie Mitchell (Addie)

## Trial at Verde River
- Prima televisiva: 14 aprile 1959

### Trama
- Guest star: Tom Cain (Norris), Robert Armstrong (Vallon), Richard Crane

## Scorpion
- Prima televisiva: 21 aprile 1959

### Trama
- Guest star: Lane Bradford (Haddock), Wendy Wilde (Jenny)

## The Last Kill
- Prima televisiva: 28 aprile 1959

### Trama
- Guest star: Ted Stanhope, Virginia Stefan, Jim Hyland (Townsend), William Fawcett (Grant), Patsy Kelly (Kate), Richard Garland

## Redskin
- Prima televisiva: 5 maggio 1959

### Trama
- Guest star: I. Stanford Jolley (Cincioni), Bob Corrigan (dottore), Cindy Lee Caster (Cindy)

## Cave-In
- Prima televisiva: 12 maggio 1959

### Trama
- Guest star: Todd Lasswell, Jim Hyland, Virginia Stefan, William Fawcett, Richard Garland

## Terror in Paradise
- Prima televisiva: 19 maggio 1959
- Diretto da: Joseph Kane
- Scritto da: Oliver Drake

### Trama
- Guest star: Stirling Welker (John Latimer), James Dugan (Bill Walsh), Bob Taylor (Apache Joe Garcia), Jim Hayward (medico legale), Johnnie Westmore (Ruth Delaney), Wendy Wilde (Laura Delaney), Robert Karnes (George Martin), I. Stanford Jolley (Roy Danby), Gregg Palmer (Eddie Graham)

## Fighting Man
- Prima televisiva: 26 maggio 1959

### Trama
- Guest star: Bill Baucom, Bud Brown, Harry Shannon, Stirling Welker, Denver Pyle, Grant Withers, Carol Thurston (Sherry), Lance Fuller (Carter)

## Tumbleweed Ranger
- Prima televisiva: 2 giugno 1959

### Trama
- Guest star: Bob Taylor (Jaffe), Lyn Thomas (Maylene), Roy Barcroft (Effrim), Tap Canutt (Seldom)

## The Tiger
- Prima televisiva: 9 giugno 1959

### Trama
- Guest star: Britt Lomond (colonnello), Robert Foulk (Tobasco), Lane Bradford (Bascomb)

## Abandoned
- Prima televisiva: 16 giugno 1959

### Trama
- Guest star: Richard Reeves (Snyder)

## Bandit Queen
- Prima televisiva: 23 giugno 1959

### Trama
- Guest star: Stirling Welker, Bob Johnson, Tap Canutt, Jackie Blanchard

## Refuge at Broken Bow
- Prima televisiva: 30 giugno 1959

### Trama
- Guest star: Peter Miles (Dan), Addison Richards (Morgan), Alan Wells (Jenkins), Peter Mamakos (Merenge)